# Isabel Brilhante Pedrosa
Isabel Brilhante Pedrosa (7 de agosto de 1964) es una diplomática portuguesa que se ha desempeñado de Portugal en Libia y en Namibia. Fue designada el 27 de mayo de 2017 como embajadora de la Unión Europea (UE) en Venezuela hasta su expulsión el 24 de febrero de 2021 como respuesta de sanciones de la UE contra funcionarios del gobierno venezolano.

## Carrera diplomática
Isabel Pedrosa tiene una extensa experiencia en el Servicio Exterior de Portugal, deempeñándose como embajadora de Portugal en Libia y en Namibia y como cónsul general del país en Venezuela. En 2017 Pedrosa fue nombrada como embajadora de la Unión Europea en Venezuela.
En junio de 2020, el gobierno venezolano anunció la expulsión de Isabel Pedrosa como respuesta al anuncio de nuevas sanciones dirigidas hacia altos cargos de la administración venezolana por parte de la Unión Europea. El Alto representante de la Unión Europea para Asuntos Exteriores y Política de Seguridad Josep Borrell anticipó que se respondería con «reciprocidad». La medida posteriormente fue revertida. El 24 de febrero de 2021 la medida fue retomada nuevamente por pedido de la Asamblea Nacional de Venezuela encabezada por Jorge Rodríguez Gómez y posteriormente ratificada por el gobierno de Nicolás Maduro, dándole un plazo de 72 horas para salir del país, debido a las nuevas sanciones internacionales de la UE a varios funcionarios venezolanos. Esta acción conllevó a una medida recíproca al día siguiente, y la medida fue revertida.